# Astragalus humistratus
Astragalus humistratus es una especie de planta del género Astragalus, de la familia de las leguminosas, orden Fabales.

## Distribución
Astragalus humistratus se distribuye por Estados Unidos y México.

## Taxonomía
Fue descrita científicamente por A. Gray. Fue publicada en Smithsonian Contr. Knowl. 5(6): 43 (1853).